# Ekološko zdravje
Ekološko zdravje je izraz, ki se uporablja v povezavi s človeškim zdravjem in stanjem okolja. 
- V medicini se uporablja za sklicevanje na posebno stanje občutljivosti, ki se pojavi kot posledica izpostavljenosti sintetičnim kemikalijam (pesticidi, dim, itd) v okolju. Od tod pride tudi izraz ekološko[1].
- V medicini se ta izraz uporablja tudi v zvezi z upravljanjem okoljskih dejavnikov (davki, plačevanje zdravstvenega zavarovanja), kar lahko zmanjša tveganje za nezdrav življenjski slog, kot je npr. kajenje[2].

### Urban pomen besede
V urbanem pomenu besede se ekološko zdravje nanaša na "zelena" mesta, kar se navezuje na opravila, ki so vezana na ekološko ozaveščenost v smislu kompostiranja, recikliranja in varčevanja z energijo.

### Širši pomen besede
V širšem pomenu je termin ekološko zdravje opredeljen kot " stanje mest, kjer je cilj gojenje pridelkov, management poseke dreves, urbano ali kako drugače ekološko upravljanje.

## Razlikovanja v poimenovanju
Ekološko zdravje se razlikuje od zdravja ekosistema, stanja ekosistemov, ki imajo posebne strukturne in funkcionalne lastnosti, razlikuje pa se tudi od ekološkega ravnovesja, ki se nanaša na okolje za katerega je značilen minimalen človeški vpliv. Za človekovo zdravje, v najširšem pomenu besede, je dokazano, da ima temelje v ekologiji.
Izraz zdravje se uporablja v smislu, da v človeku vzbudi skrb za zdravo okolje. Kot pri onesnaževanju okolja, ta pojem predpostavlja, da bi za ekosisteme lahko rekli, da so živi (glej tudi Gaia filozofijo o tem vprašanju). Kot politični pojem ekološke modrosti, se ne nanaša le na priznavanje ravni zdravja, integritete in morebitne škode, ampak tudi na odločitev, da ekosistemu ne škodujemo. Ekosistem je zdrav, če je sposoben samostojne obnove, kljub vse zunanjim motnjam, ki nanj vplivajo. To imenujemo odpornost.

## Ukrepi
Ukrepi širšega ekološkega zdravja, kot so ukrepi za bolj specifična načela biotske raznovrstnosti, so po navadi specifični za ekološko regijo ali celo za posamezni ekosistem. Ukrepi, ki so odvisni od biotske raznovrstnosti, so veljavni kazalci ekološkega zdravja. Stabilnost in produktivnost (dober pokazatelj ekološkega zdravja) sta dve ekološki učinki biotske raznovrstnosti. Odvisnosti med se vrstami razlikujejo toliko, da je težko abstraktno izražanje. Vendar pa obstaja nekaj univerzalnih simptomov slabega zdravja:
- Kopičenje odpadkov kar povzroči širjenje enostavnejših oblik življenja (bakterije, insekti)
- Izguba top plenilca, kar povzroča, da se plenilci, ki bi drugače bili vključeni v prehranjevalno verigo top plenilca razmnožujejo, kar zelo pogosto povzroči preobremenitve rastlinojedih organizmov
- Višja stopnja umrljivosti zaradi bolezni, namesto, da bi umirali zaradi plenjenja, podnebja ali pomanjkanja hrane
- Selitev celotne vrste v ali iz regije, v nasprotju z uveljavljenimi zgodovinskimi vzorci
- Širjenje monokultur na območja kjer je bila prej značilna pestra biodiverziteta

Nekatere prakse, kot so ekološko kmetijstvo, trajnostno gospodarjenje z gozdovi, naravne krajine, divje vrtnarjenje ali precizno kmetijstvo, včasih v kombinaciji v trajnostnim kmetijstvom, so predpostavljene v smislu, da izboljšajo oz. vsaj ne poslabšajo ekološkega zdravja okolja, medtem ko še vedno ohranjamo zemljišče uporabno za človekove namene. To je težko raziskati kot del ekologije, vendar je tema vedno bolj vključena v diskurz o agrarni ekonomiki.